# Boron, Territoire de Belfort
Boron là một làng và xã tại tỉnh Territoire de Belfort, vùng Bourgogne-Franche-Comté, đông bắc Pháp.

## Thông tin nhân khẩu
Theo điều tra nhân khẩu năm 1999, xã này có dân số 351.
Dân số theo ước tính năm 2006 là 401.